# El Mash
El Mash är en ort i Mexiko.   Den ligger i kommunen Oxchuc och delstaten Chiapas, i den sydöstra delen av landet, 800 km öster om huvudstaden Mexico City. El Mash ligger 2 127 meter över havet och antalet invånare är 372.
Terrängen runt El Mash är kuperad. Runt El Mash är det ganska tätbefolkat, med 75 invånare per kvadratkilometer. Närmaste större samhälle är Chanal, 12,7 km söder om El Mash. I omgivningarna runt El Mash växer i huvudsak städsegrön lövskog.